# 15522 Trueblood
15522 Trueblood (1999 XX136) là một tiểu hành tinh vành đai chính được phát hiện ngày 14 tháng 12 năm 1999 bởi C. W. Juels ở Fountain Hills.